# Kontrust
Kontrust est un groupe de crossover rock originaire d'Autriche. Il s'est formé en 2001 à partir d'un groupe qui s’appelait Suicide Mission. 
Le groupe est connu pour porter des shorts tyroliens. Les paroles des chansons sont généralement en anglais, avec des incorporations ponctuelles d'allemand et de langues slaves.
Leur chanteuse Agata quitte le groupe en 2016, elle reviendra en 2019 pour trois concerts au Download Festival en Espagne, au Festival Nova Rock en Autriche et au Festival John Smith en Finlande. 
En 2022, le groupe annonce officiellement l'arrivée de Julia Ivanova et Joey Sebald, respectivement au chant et à la batterie. Ils se produiront pour la première fois en public avec le nouveau line-up au Festival Graspop Metal Meeting et au Festival Hellfest Open Air quelques jours plus tard.

## Histoire
Le groupe sort son premier EP Teamspirit 55 en 2001. Suivi en 2003 par leur deuxième EP, Make Me Blind.
Leur premier album, We!come Home est sorti en 2005. Leur première vidéo et single, Phono Sapiens est sortie en 2006. La même année, Kontrust est récompensé du Austrian Newcomer Award. Ils ont joué lors de la compétition Freeride and Snowcross Vertical Extreme.
Leur deuxième album, Time To Tango, est sorti en Autriche le 19 juin 2009. The Smash Song est le premier single extrait de l'album.
En 2010 Kontrust a été récompensé d'un Amadeus Austrian Music Award autrichien (catégorie Hard & Heavy). Ils ont joué au Przystanek Woodstock en 2011 et Jerzy Owsiak (en) leur a demandé de rejouer Bomba en rappel non prévu au programme. Ils ont joué devant un public de 300 000 personnes en août 2011, battant ainsi le record du plus grand nombre de spectateurs pour un groupe autrichien.
Après avoir signé chez Napalm Records, le 23 mars 2012 est sorti leur nouveau single Sock 'n' Doll. Leur troisième album Second Hand Wonderland sort le 27 avril 2012.
En 2014, ils sortent leur quatrième album, "Explositive".

## Distinctions
Le groupe a été récompensé à plusieurs reprises.
En 2006, un an seulement après la sortie de leur premier album, Kontrust, alors suivi par une Fan-Base impressionnante, obtient le prix Austrian Newcomer Award.
En 2010, après le succès international de leur second album "TIME TO TANGO", le groupe se voit remettre le prix AMADEUS Austrian Music Awards dans la catégorie "Hard & Heavy", qui est la distinction la plus importante en Autriche.
Le groupe est de nouveau nommé en 2013 et 2015 pour le prix AMADEUS Austrian Music Awards, toujours dans la catégorie "Hard & Heavy".
Kontrust décroche en 2015 le prix du groupe de l'année par GoTV.

## Succès
La chanson Bomba se classa dans le top 50 des charts néerlandais, le single y restera pendant 4 semaines.
Elle fut la chanson de rock la plus téléchargée sur le iTunes Store hollandais et sa vidéo a été regardée plus de 7,7 millions de fois sur Youtube,.
Lors de sa sortie, l'album Time to tango se hisse à la 58e place dans les charts en  Autriche, il conservera sa place pendant deux semaines.
L'album Second Hand Wonderland co-produit par Russ Ballard, réputé pour ses collaborations avec le groupe Kiss, se tiendra lui deux semaines dans les charts, atteignant la 25e place.
2014, sortie du quatrième opus, Explositive, le disque se placera en 42e place des charts, et restera au classement durant une semaine.

## Membres

### Membres actuels
- Julia Ivanova : chant
- Stefan Lichtenberger : chant
- Gregor Kutschera : basse
- Joey Sebald : batterie
- Manuel Haglmüller : percussions
- Michael "Mike" Wolff : guitares

### Anciens membres
- Agata Jarosz : chant
- Roman Gaisböck : batterie
- Robert Ehgartner : guitare

## Vidéographie

### Clips vidéo
- 2007 : Phono Sapiens, tiré de l'album Welcome Home
- 2009 : On The Run - part I, tiré de l'album Time To Tango, vidéo d'introduction où les membres réalise une interview en silence bouche scotchée
- 2009 : On The Run - part II, tiré de l'album Time To Tango
- 2009 : The Smash Song, tiré de l'album Time To Tango
- 2009 : Bomba, tiré de l'album Time To Tango
- 2010 : Zero, tiré de l'album Time To Tango
- 2012 : Sock 'n' Doll, tiré de l'album Second Hand Wonderland
- 2013 : Hey DJ!, tiré de l'album Second Hand Wonderland
- 2014 : Just Propaganda, tiré de l'album Explosive
- 2016 : Danse, tiré de l'album Explosive
- 2023 : i physically like you, tiré de l'album madworld, réalisé par Factory16
- 2023 : the end, tiré de l'album madworld, réalisé par Callum Scott-Dyson